# Seznam kemičnih spojin
Seznam kemijskih spojin obsega najpogostejše spojine v kemiji. Nekatera imena spojin imajo v oklepajih zapisano svoje drugo ime.

## A
| Ime                        | Trivialno ime    | Formula   | Mr     | Agregatno stanje spojine |
| -------------------------- | ---------------- | --------- | ------ | ------------------------ |
| adenin                     |                  | C5H5N5    | 135,13 | s                        |
| aluminijev(III) hidroksid  |                  | Al(OH)3   | 78,0   | am                       |
| aluminijev(III) klorid     |                  | AlCl3     | 133,3  | s                        |
| aluminijev(III) nitrid     |                  | AlN       | 41,0   | s                        |
| aluminijev(III) oksid      |                  | Al2O3     | 102,0  | s                        |
| aluminijev(III) sulfat(VI) |                  | Al2(SO4)3 | 342,1  | s                        |
| azan                       | amonijak         | NH3       | 17,0   | g                        |
| amonijev cianat            |                  | NH4CNO    |        | s                        |
| amonijev fosfat(V)         |                  | (NH4)3PO4 | 149,1  | s                        |
| amonijev klorid            | salmiak          | NH4Cl     | 53,5   | s                        |
| amonijev nitrat(V)         | amonijev soliter | NH4NO3    | 80,1   | s                        |
| amonijev nitrit            |                  | NH4NO2    | 64,06  | s                        |
| amonijev perklorat         |                  | NH4ClO4   |        | s                        |
| amonijev sulfat(VI)        |                  | (NH4)2SO4 | 132,1  | s                        |
| antimonov(III) hidrid      |                  | SbH3      | 124,8  | s                        |
| antimonov(III) klorid      |                  | SbCl3     | 228,2  | s                        |
| antimonov(V) klorid        |                  | SbCl5     | 299,1  | l                        |
| antimonov(III) oksid       |                  | Sb2O3     | 291,6  | s                        |
| antimonov(V) oksid         |                  | Sb2O5     | 323,6  | s                        |
| antimonov sulfid           |                  | Sb2S3     | 339,8  | s                        |
| arzenov(III) fluorid       |                  | AsF3      | 131,9  | l                        |
| arzenov(III) hidrid        |                  | AsH3      | 77,9   | g                        |
| arzenov(III) klorid        |                  | AsCl3     | 181,3  | l                        |
| arzenov(III) oksid         |                  | As4O6     | 395,7  | s                        |
| arzenov(V) oksid           |                  | As2O5     | 229,8  | s                        |
| arzenov(III) sulfid        |                  | As2S3     | 246,0  | s                        |
| arzenova(V) kislina        |                  | H3AsO4    | 141,9  | s                        |
| asparagin                  |                  | C4H8N2O3  | 132,12 | s                        |

## B
- bakrov(I) oksid - Cu2O(s)
- bakrov(II) oksid - CuO(s)
- bakrov(II) sulfat(VI) - CuSO4(s)
- bakrov(II) sulfat(VI) pentahidrat (modra galica - CuSO4 · 5 H2O(s)
- bakrov(II) sulfid - CuS(s)
- bakrov(II) sulfid - CuS(s)
- barijev hidrid - BaH2(s)
- barijev hidroksid - Ba(OH)2(s)
- barijev karbonat(IV) - BaCO3(s)
- barijev klorid - BaCl2(s)
- barijev nitrat(V) - Ba(NO3)2(s)
- barijev nitrid - Ba3N2(s)
- barijev oksid - BaO(s)
- barijev peroksid - BaO2(s)
- barijev sulfat(VI) - BaSO4(s)
- benzen - C6H6(l)
- berilijev hidroksid - Be(OH)2(s)
- berilijev oksid - BeO(s)
- bizmutov(III) hidroksid - Bi(OH)3(s)
- bizmutov(III) oksid - Bi2O3(s)
- bizmutov(III) sulfid - Bi2S3(s)
- borov(III) fluorid - BF3(l)
- borov(III) oksid - B2O3(s)
- borova(III) kislina - H3BO3(s)
- bromova(I) kislina - HBrO(aq)
- bromova(V) kislina - HBrO3(aq)
- bromova(VII) kislina - HBrO4(aq)
- bromovodikova kislina - HBr(aq)
- bromov(I) klorid - HBr(g)
- butan - C4H10(g)

## C
| Ime                   | Trivialno ime | Formula      | Mr    | Agregatno stanje spojine |
| --------------------- | ------------- | ------------ | ----- | ------------------------ |
| cezijev klorid        |               | CsCl         |       | s                        |
| cinkov(II) klorid     |               | ZnCl2        | 136,3 | s                        |
| cinkov(II) oksid      |               | ZnO          | 81,4  | s                        |
| cinkov(II) sulfat(VI) | bela galica   | ZnSO4 · 7H2O | 161,4 | s                        |
| cinkov(II) sulfid     |               | ZnS          | 97,4  | s                        |

- cezijev fluorid - CsF
- cezijev bromid - CsBr
- cezijev jodid - CsI
- citozin C4H5N3O

## D
- dekan - C10H22(l)
- diamin - N2H4(l)
- diboran - B2H6(g)
- dietil eter - (C2H5)O(l)
- dižveplov diklorid - S2Cl2(l)
- dušikov(I) oksid - N2O(g)
- dušikov(II) oksid - NO(g)
- dušikov(III) oksid - N2O3(g)
- dušikov(IV) oksid - NO2(g)
- dušikov(IV)oksid - N2O4(g)
- dušikov(V)oksid - N2O5(g)
- dušikova(III) kislina - HNO2(aq)
- dušikova(V) kislina - HNO3(l)
- diklorov sulfid - Cl2S

## E
- etin - C2H2(g)
- eten - C2H4(g)
- etan - C2H6(g)
- etanol - C2H5OH(l)
- etanal - CH3CHO(l)
- etil formiat - C2H5CHO2(l)
- etil acetat - C2H5CH3O2(l)
- etilen glikol - C2H6O2(l)
- etilakrilat

## F
- fluorov(I) oksid - F2O(g)
- fluorovodikova kislina - HF(aq)
- fosfin - PH3(g)
- fosforjev(III) klorid - PCl3(g)
- fosforjev(V) klorid - PCl5(s)
- fosforjev(III) oksid - P4O6(s)
- fosforjev(V) oksid - P4O10(s)
- fosforna(III) kislina - H3PO3(s)
- fosforna(V) kislina - H3PO4(s)
- francijev fluorid - FrF
- francijev klorid - FrCl
- francijev bromid - FrBr
- francijev jodid - FrI

## G
- germanijev(II) oksid - GeO(s)
- germanijev(IV) oksid - GeO2(s)
- glicerol - C3H5(OH)3(l)
- glicin - NH2CH2COOH
- glukoza - C6H12O6(s)
- gvanin - C5H5N5O (s)

## H
- heksan - C6H14
- heksanol - C6H13OH
- heptan - C7H16
- heptanol - C7H15OH
- hidrazin - (NH2)2(l)
- hidroksilamin - NH2OH(s)

## J
- jodov(I) klorid - ICl(g)
- jodov(V) oksid - I2O5(s)
- jodova(V) kislina - HIO3(s)
- jodovodikova kislina - HI(aq)

## K
- kadmijev(II) oksid - CdO
- kadmijev(II) sulfat(VI) - CdSO4
- kadmijev(II) sulfid - CdS
- kalcijev fluorid - CaF2(s)
- kalcijev fosfat(V) - Ca3(PO4)2(s)
- kalcijev hidrid - CaH2(s)
- kalcijev hidrogen-karbonat(IV) - Ca(HCO3)2(s)
- kalcijev hidrogensulfit - Ca(HSO3)2(s)
- kalcijev hidroksid (gašeno apno) - Ca(OH)2)s)
- kalcijev karbonat(IV) (kalcit) - CaCO3s)
- kalcijev karbid - CaC2s)
- kalcijev klorid - CaCl2s)
- kalcijev klorid heksahidrat - CaCl2 · 6H2O(s)
- kalcijev nitrat(V) - Ca(NO3)2
- kalcijev nitrid - Ca3N2(s)
- kalcijev oksid (žgano apno) - CaO(s)
- kalcijev silikat - CaSiO3 (s)
- kalcijev sulfat(VI) - CaSO4(s)
- kalcijev sulfat(VI) dihidrat - CaSO4 · 2H2O(s)
- kalcijev sulfid - CaS(s)
- kalijev bromid - KBr (s)
- kalijev fluorid - KF (s)
- kalijev hidroksid - KOH(s)
- kalijev karbonat - K2CO3 (s)
- kalijev klorid - KCl (s)
- kalijev nitrat - KNO3(s)
- kalijev nitrit - KNO2 (s)
- kalijev oksid - K2O (s)
- kalijev permanganat - KMnO4 (s)
- kaprolaktam - C6H11NO (s)
- klorovodikova kislina - HCl (g)

## L
- litij
- litijev oksid
- litijev hidroksid
- litijev hidrid
- litijev karbonat
- litijev hidrogen karbonat
- litijev perklorat - LiClO4
- litijev fluorid - LiF
- litijev klorid - LiCl
- litijev bromid - LiBr
- litijev jodid - LiI
- litijev sulfat

## M
- manganov(II) oksid - MnO
- manganov dioksid - MnO2
- magnezijev oksid - MgO
- magnezjev diflurid - MgF2
- magnezijev diklorid - MgCl2
- magnezijev dibromid - MgBr2
- magnezijev dijodid - MgI2
- magnezijev sulfid - MgS
- magnezijev karbonat - MgCO3
- metan - CH4
- metanal (formaldeheid) - HCHO
- metanol - CH3OH
- mravljinčna kislina (mravljična, metanojska kislina) - HCOOH

## N
- natrijev oksid - Na2O
- natrijev hidroksid - NaOH
- natrijev azid - NaN3
- natrijev nitrit - NaNO2
- natrijev nitrat - NaNO3
- natrijev klorid (sol) - NaCl
- natrijev hipoklorit - NaClO
- natrijev klorit - NaClO2
- natrijev klorat - NaClO3
- natrijev perklorat - NaClO4
- natrijev sulfid - Na2S
- natrijev sulfit - Na2SO3
- natrijev tiosulfat - Na2S2O3
- natrijev sulfat - Na2SO4
- nonan - C9H20
- natrijev fluorid - NaF
- natrijev bromid - NaBr
- natrijev jodid - NaI

## O
- ocetna kislina (etanojska kislina) - CH3COOH
- ogljikov dioksid - CO2
- ogljikov oksid - CO
- ogljikova kislina - H2CO3
- oktan - C8H18
- oktanol - C8H17OH
- oktažveplo - S8(s)
- ozon - O3

## P
- aceton (propanon) - CH3COCH3(l)
- pentan - C5H12
- pentanol - C5H11OH
- portlandski cement - 3CaO.SiO2
- pikrinska kislina(trinitrofenol) - C6H3N3O6
- propan - C3H8
- propanol - C3H7OH

## R
- rubidijev fluorid- RbF
- rubidijev klorid - RbCl
- rubidijev bromid - RbBr
- rubidijev jodid - RbI

## S
- urea - CO(NH2)2
- silicijev dioksid (kremen) - SiO2
- srebrov nitrat - AgNO3
- srebrov nitrit - AgNO2
- svinčev karbonat - PbCO3
- silicijev tetrahidrid - SiH4

## T
- tavrin - C2H7NO3S
- tetraamin bakrov klorat (TACC) - [(NH3)4Cu] (ClO3)2
- terpentin - C10H16
- klorometan - CH3Cl
- diklorometan - CH2Cl2
- triklorometan - CHCl3
- tetraarzen - As4(g)
- tetrafosfor - P4(g)
- tetraklorometan - CCl4
- tetrakloroeten (perkloroetilen) - C2Cl4
- timin - C5H6N2O2 (s)
- titanov dioksid - TiO2
- trinitrotoluen - C7H5N3O7
- toluen - C6H5CH3

## U
- uranov(IV) fluorid - UF4(s)
- uranov(VI) fluorid - UF6(g)
- uranov(IV) oksid - UO2(s)
- uranov(VI) oksid - UO3((s)
- uranov trifluorid - UF3(s)

## V
- oksidan (voda) - H2O
- vodik - H2
- vodikov bromid - HBr(g)
- vodikov fluorid - HF(g)
- vodikov jodid - HI(g)
- vodikov klorid - HCl
- vodikov peroksid - H2O2
- vodikov sulfid - H2S(g)

## W
- volframov trioksid - WO3
- volframov sulfid - WS

## Z
- zlatov(I) klorid - AuCl(s)
- zlatov(III) klorid - AuCl3(s)
- zlatov(III) oksid - Au2O3(s)
- zlatov hidrid - AuH3(s)

## Ž
- živosrebrov(I) klorid - Hg2Cl2(s)
- živosrebrov(II) klorid - HgCl2(s)
- živosrebrov(II) oksid - HgO(s)
- živosrebrov(II) sulfat(VI) - HgSO4(s)
- živosrebrov(II) sulfid - HgS(s)
- žveplov(VI) fluorid - SF6(g)
- žveplov(IV) oksid - SO2(g)
- žveplov(VI) oksid - SO3(g)
- žveplova(VI) kislina - H2SO4(l)
- žveplovodikova kislina - H2S(aq)